# کاری الورانتا
کاری الورانتا (فنلاندی: Kari Eloranta؛ زادهٔ ۲۹ فوریهٔ ۱۹۵۶) بازیکن هاکی روی یخ اهل فنلاند بود.
از باشگاه‌هایی که در آن بازی کرده‌است می‌توان به کلگری فلیمس اشاره کرد.